# Abelharuco-núbio
O abelharuco-núbio, também conhecido como abelharuco-carmim (Merops nubicus)  é uma espécie de ave bastante colorida da família Meropidae.
Pode ser encontrada na parte norte da África tropical, ao longo de uma faixa que vai desde o Senegal e se estende para leste até à Etiópia, ao Quénia e à Somália.

## Subespécies
A espécie é monotípica (não são reconhecidas subespécies).